# Vague belge d'ovnis
La vague belge d'ovnis désigne une série d'observations d'ovnis qui ont eu lieu en Belgique de 1989 à 1991. En général, les témoins déclarent avoir observé une forme triangulaire aux angles arrondis, un éclairage identique (trois phares aux extrémités du triangle et un phare rouge au centre, pouvant se détacher et plonger vers le sol) et un déplacement sans ou avec très peu de bruit.
Cette vague est considérée par les sceptiques comme une contagion psychosociale (d'après la règle explicative générale des vagues d'ovnis proposée par Philip J. Klass).

## Cadre
Ce qui est appelé la vague belge débute à la fin de l'année 1989 et prend fin durant l'été 1991. Durant cette période, des milliers d’observations d'ovnis et de PAN ont été rapportées. Selon la SOBEPS (Société belge d’étude des phénomènes spatiaux) et la force aérienne belge, la majorité des témoignages décrivent un engin volant de forme triangulaire avec, sur sa surface inférieure, 3 grands phares d’environ un mètre de diamètre à proximité des angles et, en son centre, une lumière orange en rotation semblable à un gyrophare. Son envergure était d'environ 40 mètres.
Plusieurs journées ont été particulièrement chargées en observations, cela a été le cas le 29 novembre 1989 avec 143 cas, le 11 décembre 1989 avec 24 cas ainsi que le 12 mars 1991 avec 26 cas.
La majorité des observations ont été effectuées dans le nord de la Wallonie ainsi que sur Bruxelles et sa périphérie. Une forte concentration de ces observations fut observée dans la région de Liège. Quelques observations furent enregistrées en Flandre et dans la province de Luxembourg.
Au total, plus de 2000 observations d'ovnis ont été enregistrées entre novembre 1989 et juillet 1991, elles ont été recueillies par la SOBEPS, 650 de ces observations ont été l'objet d'investigations, un peu plus de 500 d'entre elles restent inexpliquées à ce jour.
Les témoignages, recueillis par des associations ufologiques amateurs (SOBEPS, CNEGU...) n'ont pas fait l'objet d'une enquête approfondie. La Force aérienne belge est en possession de 12 témoignages provenant de la gendarmerie et de 2 témoignages directs de militaires.
Les événements du 30 mars 1990 ont été marqués par une corrélation entre les observations au sol (réalisées par des civils et des gendarmes) et des captures d'échos radars du centre de contrôle aérien de Semmerzake et de la station radar de l'OTAN à Glons. Un F-16 chargé d'intercepter cet ovni a également capturé un écho radar quelques dizaines de minutes après les observations au sol. Toutefois, la force aérienne ne dispose pas d'assez éléments pour prouver qu'il y avait bien un objet dans l’espace aérien belge durant la nuit du 30 au 31 mars 1990.

## Observations et témoignages
Les premières observations ont été effectuées le 29 novembre 1989 dans la région d'Eupen, une ville située à une trentaine de kilomètres à l'est de Liège. Ce jour-là, 143 observations ont été enregistrées par la gendarmerie et la SOBEPS. Le nombre de témoins ayant fait une déclaration s’élève à 250 .

### Eupen: le 29 novembre 1989

#### Observation effectuée par un groupe de marcheurs
Aux alentours de 10h30, un groupe de marcheurs se rendant au barrage de la Gileppe observe dans le ciel « une grande plaque sans ailes », elle se déplace lentement et silencieusement. Ils voient l’objet traverser l’autoroute E40 et prendre la direction de l’échangeur autoroutier. Un major de l’armée belge participant à cette marche a estimé l’altitude de l’objet à 2 000 mètres.

#### Témoignage des gendarmes
Entre 17:00 et 17:30, un gendarme de la brigade d'Eynatten effectuant un contrôle d’identité au poste frontière de Lichtenbusch sur l’autoroute E40 aperçoit un objet de grande taille volant lentement à basse altitude. Il vient d’Allemagne et passe à 500 mètres du gendarme. Il est équipé de 2 ou 3 phares blancs, et vole parallèlement à l'autoroute E40, longeant son côté Est. L’objet vole trop bas et trop lentement pour être l’hélicoptère circulant entre les hôpitaux d'Aix-la-Chapelle et d'Eupen.

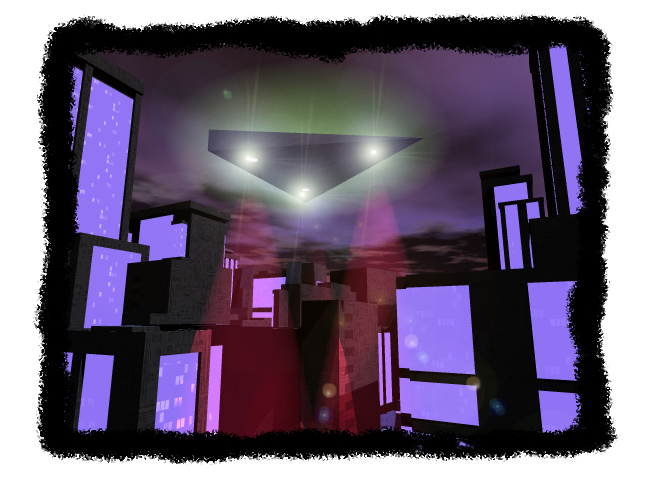
Reconstitution CGI de ce que les gendarmes auraient vu

Le témoignage le plus complet fut rapporté par deux gendarmes d'Eupen en service. Vers 17h20, alors que la nuit venait de tomber, ils ont vu une prairie située à Baelen-Membach éclairée par une intense source de lumière. Un objet triangulaire se trouvait en vol stationnaire au-dessus de la prairie, 3 faisceaux blancs projetaient de la lumière au sol, alors qu'une lumière rouge clignotait au centre de l'engin. Les gendarmes décident de suivre l'ovni. Dans un premier temps, il se dirige vers la frontière allemande avant de prendre la direction d'Eupen. Il restera une demi-heure au-dessus de la ville, ensuite il prend la direction du lac de La Gileppe et s'immobilise au-dessus de l'eau pendant plus d'une heure. Puis, la lumière rouge se détache de l'objet et plonge en direction du lac. À 18h45, les deux gendarmes voient surgir de derrière les bois un second ovni, il est également de forme triangulaire et son vol est cabré. Au bout de quelques minutes, il prend la direction de La Calamine. Ce second engin est également observé par de gendarmes situés à Eupen. À 19h23, l'engin a cessé d'émettre des lumières rouges et est reparti vers le sud.
Dans la soirée, une autre patrouille de la gendarmerie d'Eupen a observé un engin triangulaire semblable à celui de la première observation. Ils ont aussi vu une lumière rouge se détacher du centre de l'engin et se diriger vers le sol.
Au total, 8 observations d'ovnis ont été effectuées par 13 gendarmes d'Eupen durant la soirée du 29 novembre.
Ces observations sont complétées par 135 autres observations venant de civils dans la région d'Eupen. 70 de ces observations ont fait l’objet d’enquêtes poussées, aucune d’entre elles n’ayant pu être expliquée par une technologie conventionnelle. L’équipe d’enquêteurs de SOBEPS aidée par la force aérienne ont estimé qu’environ 1 500 personnes ont dû voir le phénomène au cours de l’après-midi et de la soirée, en plus de 70 endroits différents et sous des angles différents.

### Liège, Namur et La Louvière: 11 décembre 1989
La soirée du 11 décembre 1989 est marquée par des multiples observations, la grande majorité des témoins rapportent avoir observé un objet triangulaire équipé de 3 phares blancs et d'un phare rouge en son milieu,.
Les premières observations ont lieu sur une petite zone à l'est de Liège entre 17h25 et 17h45. Une demi-heure plus tard, un objet similaire est vu à 100 km à l'ouest sur la région de La Louvière (Haine-saint-Paul, Morlanwelz et Seneffe). Au même moment, une série d’observations sont effectuées dans la région de Namur (Dausoulx, Malonne, Temploux, Jemmepes sur Sambre. Par la suite, l'objet est aperçu à Hernage à 18h45 et à Forville à 19h10.
Des observations isolées sont effectués entre 19h et 19h10 à Bastogne, Wasmuel, Blégny-Trembleur, Ans et Xhendermael.
Un objet triangulaire semblable aux autres observations est vu par plusieurs témoins au-dessus du lac de la Gileppe entre 22h45 et minuit.

### Marchin: 12 et 13 mars 1991
Dans la nuit du 12 au 13 mars 1991, vingt-sept observations ont été rapportées dans une petite zone au sud-ouest de Liège, le village de Marchin était au centre de ces observations. À deux reprises, un appareil a été vu au-dessus de la centrale nucléaire de Tihange. Ces observations ont été effectuées entre 20:45 et 3:00 du matin,.
Dans le livre OVNIs, des généraux, des pilotes et des officiels parlent, le général Wilfried de Brouwer rapporte ce témoignage :
« Un témoin a rapporté que l’appareil se trouvait directement à la verticale des lumières rouges situées au sommet de l’une des énormes cheminées. Il y est resté pendant environ une minute, projetant l’une de ses lumières à l’extérieur de la structure, cependant qu’une autre lumière pointait directement à l’intérieur de l’une des cheminées. » 
Après avoir terminé son « inspection », l’engin s’est lentement déplacé et a traversé l’énorme panache blanc de la cheminée avant de disparaître.

### L'intervention des F-16
À la suite des événements du 29 novembre 1989, la force aérienne a autorisé le système de défense nationale à faire décoller les F-16 en cas de signalement d’activités anormales. En coopération avec les autorités de l’aviation civile et la gendarmerie, la force aérienne a établi une procédure afin de permettre des missions d’interception sous certaines conditions :
- L’observation d’un objet doit être confirmée par la gendarmerie
- L’objet doit être détecté par un radar

À trois reprises les F-16 belges ont décollé pour intercepter ce que des témoins signalèrent comme phénomènes étranges.

#### L'intervention du 5 décembre 1989
Le 5 décembre 1989, des F-16 ont décollé afin d’observer un « objet »détecté par les radars de la base aérienne de Bierset, l'objet situé au-dessus de la région liégeoise a disparu des radars à chaque tentative d’approche des F-16,

#### L'intervention du 16 décembre 1989
Le 16 décembre 1989, les F-16 belges interceptèrent des « lumières de dancing » : 
1. De multiples témoignages de personnes résidant dans la province flamande du Limbourg font état de phénomènes étranges. Étant donné le nombre de témoignages concordants, et malgré l'absence d'une corrélation radar[réf. nécessaire], la décision est prise de faire décoller les avions d'alerte (F-16).
2. Les pilotes repèrent la présence au sol de projecteurs tournant à une fréquence fixe et dont la lumière se reflète sur les nuages.
3. Cette observation est ensuite confirmée par la police de Diest qui rapporte la tenue d'un show laser à proximité d'un dancing situé dans les environs.

Le ministre de la défense, en réponse à une question parlementaire, confirme que les prétendus ovnis belges du 16 décembre 1989 n'étaient rien d'autre que des lumières de dancing.Cette affirmation du ministre de la défense est démentie deux jours plus tard par le colonel De Brouwer, chef d'opération de la force aérienne. Il a certifié durant une conférence de presse « que les opérateurs au sol ont observé des échos radars inexpliqués présentant des vitesses extrêmement variables, sans rapport avec les vitesses des avions de ligne et des cargos militaires»

#### Intervention des 30 et 31 mars 1990
La vague d'ovnis belge a culminé avec les événements de la nuit du 30 au 31 mars 1990. Cette nuit-là, des objets inconnus ont été suivis au radar, pris en chasse par deux F-16 de l'armée belge. À la suite de l'incident, l'armée de l'air belge a publié un rapport détaillant les événements de cette nuit :
Aux environs de 23h00, le 30 mars, le superviseur du Control Reporting Center (CRC) à Glons a reçu des informations selon lesquelles trois lumières inhabituelles avaient été vues en direction de Thorembais-Gembloux, au sud-est de Bruxelles. Les lumières étaient plus brillantes que les étoiles, changeant de couleur entre le rouge, le vert et le jaune, et semblaient être fixées aux sommets d'un triangle équilatéral. À ce moment, le CRC Glons a demandé à la gendarmerie de Wavre d'envoyer une patrouille pour confirmer l'observation.

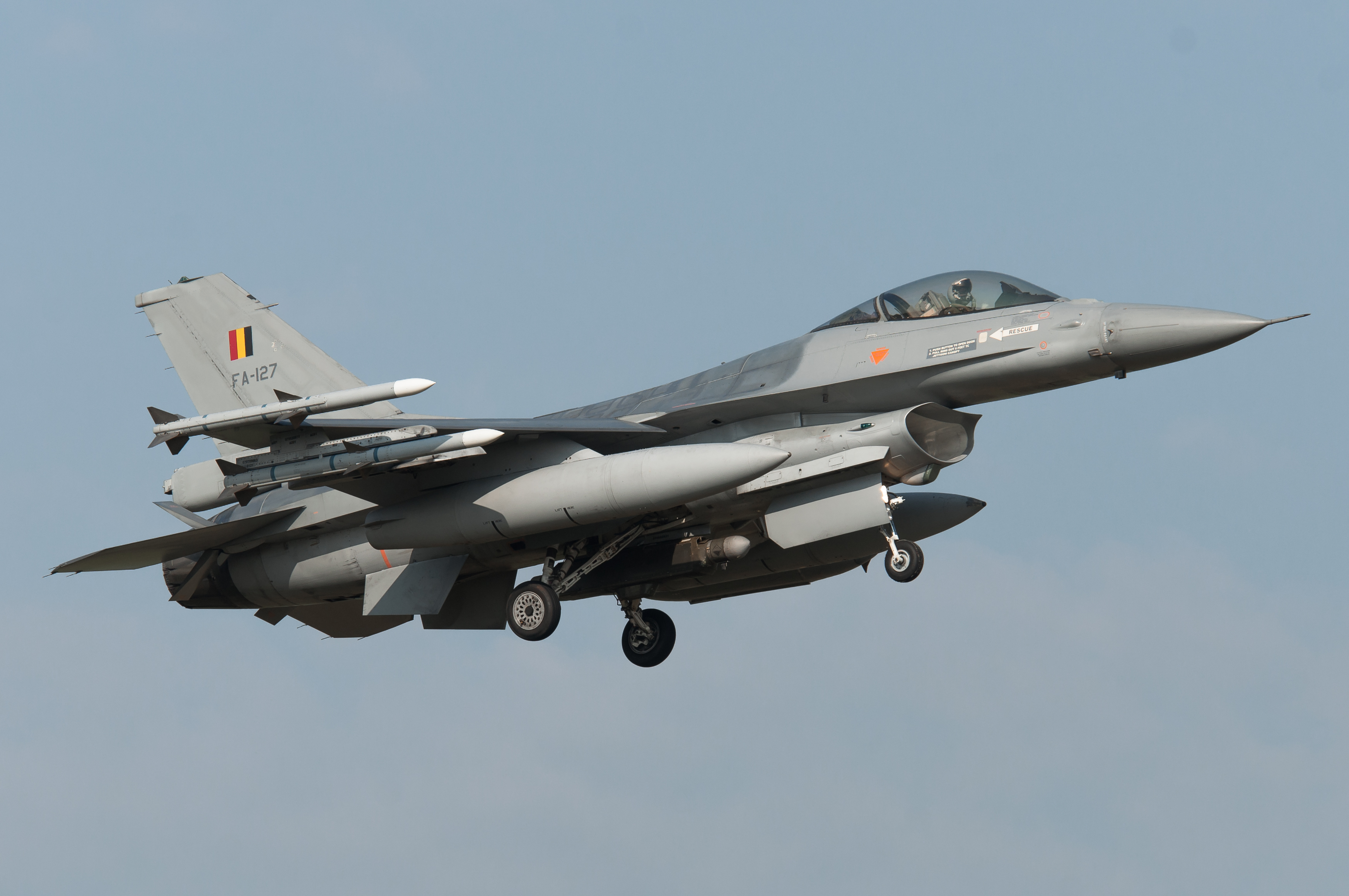
F-16 de la force aérienne belge

Environ 10 minutes plus tard, une deuxième série de lumières a été vue en direction du premier triangle. Vers 23h30, la gendarmerie de Wavre a confirmé les premières observations, le phénomène était observé en même temps par le radar du CRC Glons. Pendant ce temps, le second jeu de lumières, après quelques manœuvres erratiques s'est également formé en un triangle plus petit. Après avoir suivi les cibles, et après avoir reçu une deuxième confirmation radar du centre de contrôle du trafic à Semmerzake, le CRC Glons a donné l'ordre d'envoyer deux chasseurs F-16 de la base aérienne de Beauvechain peu avant minuit. Pendant tout ce temps, le phénomène était encore clairement visible depuis le sol, des témoins décrivant toute la formation comme conservant leurs positions relatives tout en se déplaçant lentement à travers le ciel. Les témoins ont également signalé deux lumières plus pâles vers Eghezee affichant des mouvements erratiques similaires à la deuxième série de lumières.
Au cours de l'heure suivante, les deux F-16 ont tenté neuf interceptions distinctes. À trois reprises, ils ont réussi à obtenir un verrouillage radar pendant quelques secondes, mais chaque fois, les cibles changeaient de position et accéléraient si rapidement que le verrouillage était brisé. Pendant la première capture radar, la cible a accéléré de 240 km/h à plus de 1 770 km/h en changeant d'altitude de 2 700 m à 1 500 m, puis jusqu'à 3 350 m avant de descendre presque au sol - la première descente de plus de 900 m prend moins de deux secondes. Des manœuvres similaires ont été observées au cours des deux verrouillages radar suivants. Les pilotes du F-16 n'ont jamais été en mesure d'établir un contact visuel avec les cibles et, à aucun moment, malgré les vitesses, il n'y avait indication d'un bang sonique.
Pendant ce temps, les témoins au sol corroborent largement les informations obtenues par radar. Ils ont décrit avoir vu le plus petit triangle complètement hors de vue en un point, tandis que le plus grand triangle s'est déplacé très rapidement vers le haut lorsque les F-16 sont passés. Après 00h30, le contact radar est devenu beaucoup plus sporadique et le verrouillage final confirmé a eu lieu à 00h40. Ce dernier verrouillage a de nouveau été brisé par une accélération passant d'une vitesse de 160 km/h à 1 120 km/h, après quoi le radar des F-16 et ceux de Glons et Semmerzake ont tous perdu le contact. Après plusieurs autres contacts non confirmés, les F-16 sont finalement retournés à la base peu après 01h00.
Les derniers détails de l'observation ont été fournis par les membres de la gendarmerie de Wavre qui avaient été envoyés pour confirmer le rapport original. Ils décrivent quatre lumières maintenant disposées dans une formation carrée, toutes faisant de courts mouvements saccadés, avant de perdre graduellement leur luminosité et de disparaître dans quatre directions distinctes vers 01h30.

#### Controverse sur les échos radars
L'intervention des F-16 commence le soir du 30 mars 1990 après l'observation par un gendarme d'une boule de lumière immobile dans le ciel. Selon les astronomes, le phénomène de turbulences atmosphériques explique que la lumière des étoiles donne l'impression de bouger. Ils commentent le cas ainsi :

« Ainsi qu'il a été suggéré à plusieurs reprises, les gendarmes se sont probablement laissés abuser par les étoiles. »

Dans la nuit du 30 au 31 mars 1990, deux F-16 décollèrent pour intercepter un éventuel objet, mais seuls les enregistrements d'un seul des deux F-16 ont été conservés.[réf. nécessaire]
Selon les astrophysiciens Pierre Magain et Marc Rémy, « trois échos sont, à notre sens, particulièrement révélateurs puisqu'ils restent pratiquement immobiles par rapport au F-16, et cela malgré le fait que l'avion effectue plusieurs virages.(...) Cette immobilité par rapport à l'avion suggère clairement un problème de fonctionnement ou de calibration de l'appareil qui, il faut le préciser, n'était pas utilisé de manière habituelle. ». Ils contestent l'hypothèse d'« engin aux performances remarquables » puisque les échos radar correspondraient à treize « objets » à la durée de vie variant entre 2 et 46 secondes et que les trajectoires assez erratiques impliqueraient des vitesses atteignant plusieurs milliers de km/h,[réf. nécessaire]. Selon Pierre Magain et Marc Rémy aucune corrélation n'a pu être établie entre les observations par des témoins au sol et les échos non identifiés.
Mais, dans sa conférence de presse du 18 décembre 1989, le colonel de Brouwer a témoigné que les opérateurs radars au sol, notamment ceux de Semmerzake et de Glons avaient observé des échos radars présentant des caractéristiques inhabituelles et sans rapport avec les échos qu'ils enregistrent d'habitude dans la gestion du ciel belge, comme des variations de vitesse excluant qu'il puisse s'agir d'avions militaires et civils. Ces échos n'étant pas couplés avec les émissions de transpondeur par lesquels les avions de l'Otan et ceux des compagnies aériennes s'identifient obligatoirement, le phénomène a été considéré, dès lors, comme étrange et pouvant donner lieu à diverses interprétations hors du domaine connu de la navigation aérienne. En concluant donc que « la Force aérienne ne peut identifier ni la nature, ni l'origine, ni les intentions du phénomène observé. »
Confirmant ces faits, le pilote Yves Meelbergs, commandant la tentative d'interception des F 16 durant la nuit des 30-31 mars, a déclaré avoir enregistré sur l'écran radar de son avion une cible passant de 280 à plus de 1 800 km/h.
Selon Jean-Pierre Petit, les radars des F-16 ont mesuré des vitesses supersoniques pour les échos observés[source insuffisante],. Selon André Lausberg, chef de travaux à l'Institut d'astrophysique à l'université de Liège, Jean-Pierre Petit « doit justifier l'utilité de certains travaux qu'il a réalisés en magnétohydrodynamique ou MHD, montrant qu'un objet peut dépasser la vitesse du son sans provoquer de bang sonore ». Il lui reproche de prendre à témoin le grand public plutôt que de défendre sa théorie devant ses pairs. Selon Pierre Magain, « les échos enregistrés par un des chasseurs étaient dus ... au second chasseur F-16 ».
Bien avant la vague belge, l'astronome américain Donald Menzel avait expliqué le phénomène des faux échos radar par des bulles de convection. Le ministre Poncelet, dans sa réponse parlementaire, évoque ces phénomènes physiques connus à l'origine des « perturbations erratiques des ondes radar » et précise que « de tels phénomènes aléatoires, relevés sans autre corrélation, ne peuvent en aucun cas être interprétés comme un signe suffisant pour envisager la présence d'ovni »,.

#### La réponse du ministre Poncelet à une question parlementaire
Il s'agit d'un document, relatif à la réponse du ministre Poncelet à la question du député Van Eetvelt en date du 23 décembre 1996.
Les enregistrements des deux radars de bord des F-16 présentent deux versions différentes : l'un ne détecte rien et l'autre présente des performances qui suggère un problème de calibration (les variations de vitesses de l'immobilité à plusieurs milliers de km/h sans bang supersonique). Selon Pierre Magain, « On ne voit rien, dans ces observations radar, qui indiquerait la présence dans notre ciel d'un engin aux performances remarquables ».
Le ministre répond également à la rumeur qui voudrait que des officiers de la Force aérienne belge « auraient traqué l'ovni » à l'aéroport de Zaventem le 5 décembre 1989. Il affirme qu'il n'est pas exclu que des officiers belges se trouvaient dans la salle de contrôle de Zaventem ce jour-là. Mais il ajoute que « cette présence de personnel militaire et l'observation d'échos radar non-identifiés n'ont pas fait l'objet d'un rapport car ils représentent des activités et des phénomènes courants ».
Le ministre Poncelet note que l'armée belge impute une série d'observations d'ovnis, avec une forte probabilité, le 18 octobre 1990 entre 18 heures 30 et 21 heures 30 dans les environs de Gembloux, à un avion radar AWACS effectuant des exercices d'approche autour de l'aéroport de Gosselies.
En répondant au député Van Eetvelt, le ministre Poncelet cite le document interne de l'armée belge qui affirme qu'« après examen, il est impossible de faire une corrélation entre les observations visuelles et certains échos-radar qui pouvaient être provoqués par un phénomène d'inversion thermique. Cette inversion était présente pendant la plus grande partie des observations ».

#### Commentaires du rapport
Le physicien Léon Brenig commente le rapport en disant qu'« il n'est pas exclu de penser qu'en réalité l'armée a procédé à sa propre enquête en déployant ses moyens mais que les résultats n'ont pas été rendus publics. »

## L'enquête
L'enquête a été menée par l'association ufologique SOBEPS. Le ministère de la défense a demandé à la force aérienne de fournir une aide technique et matérielle à cette association. 20 000 pages de rapport d'enquêtes ont été rassemblées au moment de la vague belge.

### La chasse à l'ovni des 14, 15 et 16 avril 1990
« Pour la première fois dans l'histoire de l'ufologie », l'armée belge fournit le soutien logistique de l'armée de l'air pour détecter des ovnis. Les moyens mis à la disposition des ufologues étaient un HS 748 de la Force aérienne et un Islander de la Force terrestre. Les résultats furent :
- 14 avril 1990 : décollage à 23 h 30, atterrissage à 1 h 12, résultat néant ;
- 15 avril 1990 : décollage à 21 h 33, atterrissage à 1 h 40, résultat néant ;
- 16 avril 1990 : décollage à 19 h 30, atterrissage à 23 h 44, résultat néant[5].

La chasse à l'ovni belge fut également l'occasion d'expliquer certains faux mystères, comme l'histoire de ce témoin décrivant longuement au téléphone son observation, ce qui permit l'envoi d'une équipe d'enquêteurs stupéfaits de « comprendre qu'il ne s'agissait que d'éclairage public d'autoroute ».

## Hypothèses majeures et réactions

### Le bombardier furtif F-117

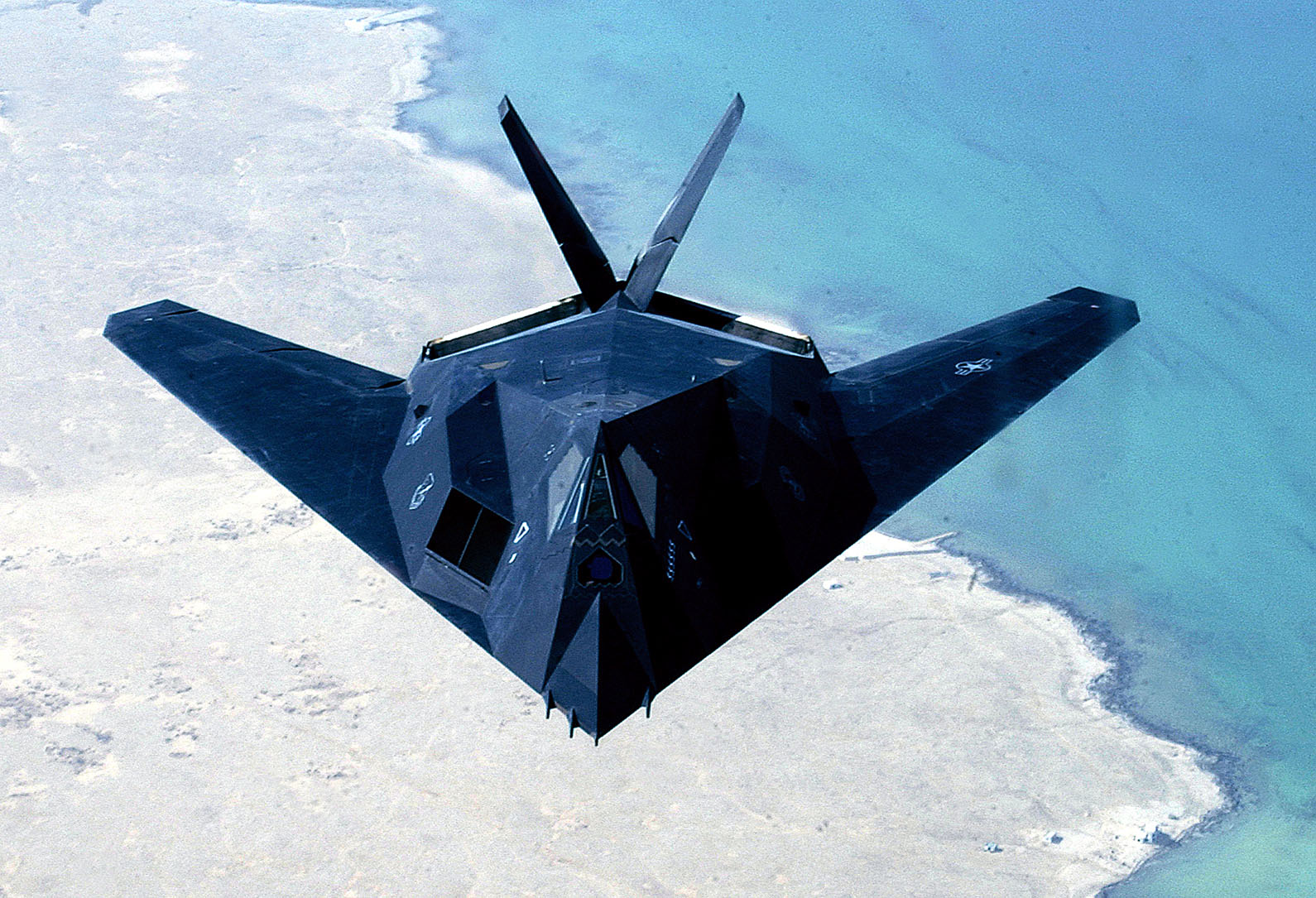
Un F-117, avion furtif de combat.

Le F-117 a été proposé à l'époque par Bernard Thouanel dans le magazine Science et Vie pour expliquer la vague belge d'ovnis. Le gouvernement américain a démenti avoir testé le F-117A à l'époque en Belgique. Cette hypothèse avait été envisagée comme survol depuis l'Allemagne vers l'Angleterre en préparation de la guerre du Golfe de 1990-1991).
Les témoins des observations mentionnent un objet silencieux pouvant effectuer un vol stationnaire. Le F117 est un avion bruyant ne pouvant pas voler à une vitesse inférieure à 300 km/h ce dernier tomberait car il n'est plus supporté par l'air (loi de portance). Dans des lettres adressées à un écrivain britannique en 1992, le ministre belge de la défense Leo Delcroix a écarté la possibilité que les témoins aient vu un bombardier furtif, un AWACS ou un chasseur furtif F-117 de haute technologie. Il ne pouvait que conclure qu'il n'y avait pas d'explication rationnelle à ces observations.
À la suite des observations réalisées en novembre 1989, les autorités américaines ont affirmé n'avoir effectué aucun vol de F-117 ou autres prototypes secrets dans l'espace aérien belge.
Les sceptiques privilégient en 2009 l'hypothèse d'une contagion psychosociale basée sur des observations d'hélicoptères et d'avions et celle du F-117A. Les adversaires de la théorie d'un F-117A argumentent que les échos radars permettent de prêter aux ovnis supposés des performances qui dépassent celles du F-117A,.

### Interprétations
Les arguments à l'encontre de l'apparition d'un phénomène de type « vaisseau spatial » sont de deux types. Le premier consiste à tenter d'expliquer la vague belge d'ovnis dans le cadre du modèle sociopsychologique du phénomène ovni, phénomènes déjà observés lors d'autres « observations » comparables (section 1). Le deuxième consiste à montrer que le SOBEPS n'a pas aussi bien travaillé qu'il le prétend dans ses publications (Section 2).
En première approche de l'identification, nous reviendrons brièvement sur l'hypothèse des avions furtifs F-117A, considérée aujourd'hui par la majorité des auteurs comme hautement improbable. Enfin, les derniers travaux du CNEGU montrent que l'hypothèse d'hélicoptères de type Black-Hawk est l'explication de la grande majorité des observations au sol.

### L'explication sociopsychologique
Le modèle sociopsychologique explique le phénomène par des méprises d'origines diverses. La vague est pensée comme une panique engendrée par les médias. Philip J. Klass a proposé dès 1986 une règle explicative générale des vagues d'ovnis :

« Lorsque la couverture médiatique conduit le public à croire qu'il y a des ovnis dans les environs, il y a de nombreux objets naturels ou artificiels qui, particulièrement lorsqu'ils sont vus la nuit, peuvent prendre des caractéristiques inhabituelles dans l'esprit d'un observateur plein d'espoir. Leurs observations d'ovnis s'ajoutent en retour à l'excitation de masse, ce qui encourage encore plus de témoins à chercher à voir des ovnis. Cette situation se nourrit d'elle-même jusqu'à ce que les médias perdent leur intérêt pour le sujet, et alors le phénomène retombe. »

Le magazine Science et Vie Junior[source insuffisante] souligna l'incohérence du témoignage des premiers gendarmes de l'apparition ovni : ceux-ci déclarèrent que l'intensité du phénomène était comparable à celle d'un stade de football alors qu'ils étaient sur le bas-côté d'une route à grande circulation et qu'aucun automobiliste ne s'est arrêté et qu'aucun autre témoin ne s'est manifesté par la suite.

#### Critique de la méthode de travail de la SOBEPS
Un communiqué de presse de scientifiques des universités de Bruxelles et de Liège, repris par l'ensemble de la presse belge, mit en question la méthode de travail du groupement ufologique Sobeps :

« En conséquence, il nous semble qu'une fois de plus, l'ensemble de la problématique des ovnis repose uniquement sur des témoignages. La bonne foi de la majorité des témoins n'est pas ici mise en cause et nous espérons qu'une interprétation correcte de leurs observations sera découverte. Il nous paraît que l'important travail de compilation et de tri fait par la SOBEPS devrait être utilisé pour des études psychologiques et sociologiques, portant notamment sur l'examen des perceptions visuelles et sur leurs possibles interprétations. La longue histoire de la littérature ufologique nous enseigne que d'innombrables phénomènes, perçus d'abord comme absolument étranges, ont pu être interprétés ensuite par des moyens classiques. (...) Nous espérons (...) qu'ainsi seront mieux rencontrées les exigences à la fois de la rigueur scientifique et de l'information objective. »

La SOBEPS a pour l'essentiel recueilli des témoignages mais n'a pu identifier ce qui était à l'origine de la vague. Cela a été fait ultérieurement par le CNEGU par une observation incomplète des témoins d'hélicoptères de type Black-Hawk.

### La question d'une contagion psychosociale
Des études relatives à la fiabilité du témoignage, utilisées notamment en justice, montrent qu'en présence d'une situation extraordinaire le témoin a tendance à modifier son témoignage pour l'adapter aux stéréotypes en vigueur. Donc, si les médias diffusent un portrait-robot de l'ovni-type, il n'y aurait rien d'étonnant à ce que des témoignages s'y conforment, selon ce principe.
Selon Gaston Lecocq, journaliste à La Meuse-La Lanterne, les journalistes auraient été « abreuvés d'information ne venant que de la SOBEPS » entre 1989 et 1990 et prétend, comme d'autres journalistes, qu'elle aurait joué un rôle non négligeable, de par leur acceptation préexistante à la vague de l'hypothèse extraterrestre sur ce que les médias ont su sur la Vague, et par là sur sa propagation. L'approche sociopsychologique privilégie le fait que la publication d'informations dans les médias a eu une influence sur le public qui a plus facilement déclaré comme « inexpliqué » ce qu'en d'autres circonstances, c'est-à-dire sans tapage médiatique, il n'aurait pas fait.
Un cas de contagion psychosociale s'était déjà produit à Beert (Belgique) en 1975 lorsqu'après la publication par un journal local d'une fausse photo d'ovni la rédaction a été assaillie de coups de fil de gens prétendant avoir vu ce même « engin ».[source insuffisante]

#### Le recueil des témoignages
Selon Wim Van Utrecht, la « vague d'ovnis belges » démarre aux alentours des 25-26 novembre 1989 lorsque des lumières du dancing de Halen (Limbourg) alertèrent la population et suscitèrent les premiers témoignages.Le portrait-robot des témoignages fait état d'un engin volant ayant trois phares blancs disposés en triangle équilatéral et un phare rouge au centre dudit triangle.
La vague d'ovnis belges a montré l'existence de dissemblances entre deux témoins d'un même phénomène.
Selon André Demoulin, la majorité des témoignages proviennent de l'homme de la rue, qui n'a pas l'habitude de décoder ce qui se passe dans le ciel. Il ajoute que bon nombre de phénomènes particuliers et étonnants sont d'ordre météréologique ou spatial.

### Réactions de politiques, d'astronomes et de militaires
À la suite d'une recrudescence de témoignages en France le 5 novembre 1990, le député socialiste belge Elio Di Rupo propose, le 7 novembre, au Parlement européen, la création d'un « Centre européen d'observation des ovnis »,,.
Des astronomes pensent que les témoignages du 5 novembre sont liés à l'entrée dans l'atmosphère d'un débris spatial (2925.1990094C) provenant d'un satellite Gorisont.
Le général Fleury, ancien chef d'état-major de l'Armée de l'air française et corédacteur du Rapport COMETA, a déclaré, après avoir examiné l'enregistrement en cause d'un radar de F-16, « l'affaire est des plus sérieuses et demeure inexpliquée ».

## Les observations pour lesquelles des explications ont été proposées
- Le 29 novembre 1990, M.S.M[62]. se trouve à proximité de l'ancien domaine militaire de Robertmont lorsqu'il observe un engin militaire bien terrestre, suivi par trois hélicoptères de type Bell. Le témoin reconnaît le type d'hélicoptère à ses skis d'atterrissage qui sont caractéristiques. La configuration d'un engin technologique terrestre et de sa garde est caractéristique d'engins ultra-perfectionnés.
- Le 11 décembre 1989, le lieutenant-colonel André Amond de l'armée belge fit une observation près d'Ernage d'un « triangle ». L'analyse menée par le Comité nord-est des groupes ufologiques (CNEGU) a conclu qu'il s'agissait « plus que probablement » d'un hélicoptère, peut-être de type SA330 Puma[48]. En effectuant un travail 3D, le CNEGU montra qu'un hélicoptère vu sous des angles différents donne exactement ce qu'a vu le lieutenant-colonel de l'armée belge ce jour-là à Ernage[48]. Un élément significatif de l'enquête est que le témoin portait des lunettes (verres épais) à l'époque et en porte encore aujourd'hui[63]. La vision insuffisante du témoin, en présence ou non de brouillard à Ernage, explique à elle seule que certains contours du fuselage de l'hélicoptère n'aient pas été perçus par le témoin.Toutefois, il est intéressant de préciser qu'aucun exercice militaire n'a eu lieu au-dessus de la Belgique au cours de cette soirée! L'Aviation Légère de la Force Terrestre possédait trois hélicoptères SA330 Puma en 1989, elle a confirmé qu'ils n'étaient pas en activité dans cette région. Les nations étrangères ne sont pas autorisées à effectuer des opérations dans l'espace aérien belge sans autorisation diplomatique et l'élaboration d'un plan de vol. Cette démarche s'applique également aux avions et hélicoptères des pays membres de l'OTAN. Aucune demande de plan de vol n'a été introduite et pas un seul des radars belges n'a enregistré un mouvement de trafic aérien qui aurait pu engendrer ce phénomène[64]
- Le 12 décembre 1989, un habitant de Jupille-sur-Meuse rapporta avoir observé un objet stationnaire de couleur gris mat et en forme d'œuf, faisant de plus un bruit insolite[65],[66]. Il en fit un dessin qui outre la forme ovoïde précisa aussi une fenêtre ou un pare-brise de couleur claire, trois projecteurs sur la face inférieure, ainsi qu'une sorte d'aileron derrière le pare-brise. L'enquête du CNEGU montra que « l’ovni à rames de Jupille-sur-Meuse » était en fait un hélicoptère de type Sea King.
- Le 1er décembre 1992, un astronome de Liège observe un point brillant proche de l'horizon qui passe lentement à la verticale. Après enquête, il apparaît que ce sont les conditions atmosphériques particulières (vent en altitude et inversion de température) qui furent responsables du fait que le bruit n'atteignit pas l'observateur, et que l'engin était en fait un AWACS[67].

### Les ovnis identifiés peuvent correspondre à plusieurs origines
- L'AWACS :

« La configuration des phares de l'AWACS, lorsqu'il vole de nuit, correspond point pour point à celle de l'ovni : trois phares blancs disposés en triangle, un phare central rouge clignotant à une fréquence de 1 à 2 Hz. Nous pouvons l'affirmer pour l'avoir observé au crépuscule, alors que ses phares étaient allumés et que sa silhouette était toujours visible. ». Un des gendarmes de la brigade d'Amay qui a observé l'ovni l'a formellement identifié comme étant l'AWACS. Certaines conditions atmosphériques particulières (vent en altitude et inversion de température notamment) expliquent que le bruit n'atteint pas toujours l'observateur.
- Les avions de ligne :

Dans le cas Morales-Robert, un des deux témoins affirme reconnaître un avion de ligne alors que l'autre décrit un engin « science-fictionnesque ».
- Les lumières de dancing :

Lors de la 1re interception par des F-16, l'enquête conclut qu'il s'agissait de lumières de dancing.
- Les turbulences atmosphériques :

Les gendarmes auraient été affectés par un phénomène de ce genre, d'après l'absence de cohérence entre les observations visuelles lors de l'observation visuelle des gendarmes qui entraîna la 2e interception par des F-16, les échos radar au sol et les échos radar de bord du F-16 « suggère[nt] plutôt une combinaison d'effets atmosphériques et de problèmes de fonctionnement de certains instruments. »
- Les hélicoptères

L'hélicoptère Sea King :
le cas de Jupille-sur-Meuse est révélateur qu'un hélicoptère peut être pris pour un « ovni à rames » (voir supra) :
Renaud Leclet, membre-fondateur du CNEGU, avance que la grande majorité des cas pourraient s'expliquer par des hélicoptères de type Black-Hawk, hypothèse négligée par les enquêteurs de la SOBEPS.

## Les photographies
La grande majorité des photos et vidéos montre des points lumineux en triangle, qui s'apparentent à ceux d'un avion.
La journaliste américaine Leslie Kean apporte une explication sur le faible nombre de photos prises durant la vague belge : 
« Les lecteurs pourraient raisonnablement se demander pourquoi il n’y a pas plus d’images et de vidéos non équivoques des objets belges, étant donné qu’il y a eu tant d’observations. Ceci est dû en partie aux règles strictes posées par les autorités pour accepter des photographies ; leurs méthodes de contrôle ont éliminé toutes les images incertaines et invérifiables. De plus, il est facile d’oublier que, vingt ans en arrière, les téléphones portables et caméras vidéo légères pour grand public, à bon marché, n’étaient pas encore répandus. Le plus souvent, les témoins n’avaient pas d’appareil photo chargé à portée de main, au moment imprévisible où un ovni passait au-dessus d’eux, par exemple en conduisant la nuit. Au cours de mes entretiens avec de nombreux témoins d’ovnis au fil des années, j’ai appris que lorsqu’ils observent quelque chose d’aussi impressionnant, et parfois effrayant, qu’un ovni gigantesque volant à basse altitude, les témoins sont comme pétrifiés. Ils voient quelque chose qui n’est pas censé exister, quelque chose de menaçant, d’énorme et de silencieux, qui était jusque-là inimaginable. La plupart ne quittent pas des yeux cette chose d’un autre monde, sauf peut-être pour appeler rapidement des membres de leur famille ou amis à portée de voix. Ils continuent à regarder et l’idée de prendre des photos ne leur vient pas à l’esprit. Souvent, l’observation s’éloigne et est vite perdue de vue. Ils ne veulent pas se précipiter dans leur maison pour chercher un appareil photo, ou bien ouvrir un bagage dans le coffre de leur voiture et se demander s’il est chargé. Le moment est trop insolite, trop impressionnant.»
Leslie Kean précise aussi que même lorsqu’une photo est prise, elle n’est pas toujours bonne. Si les lumières sont à quelque distance et que le temps d’exposition est trop court, rien n’apparaît sur l’image, certaines caractéristiques de l’OVNI pouvant aussi inhiber l’enregistrement, sur le film, de ses lumières brillantes.»

### Le canular de la photographie de Petit-Rechain

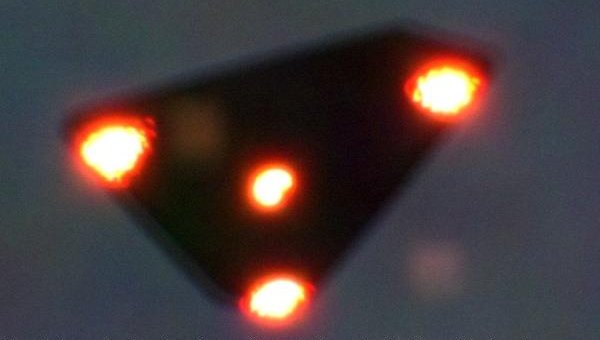
La photo d'un prétendu ovni lors de la vague de 1990. En 2011, son auteur avoue que c'est la photo d'un triangle en polystyrène avec quatre ampoules,.

Les partisans de l'authenticité parlèrent de « photo du siècle ». Les sceptiques envisagèrent un faux. Quand un photographe professionnel raconte l'histoire d'un témoin qui prend une photo au téléobjectif en pose B (1 à 2 secondes) en s'appuyant sur l'angle d'un mur pour se stabiliser et prétend « n'avoir pas bougé », cela entraîne beaucoup d'interrogations. Selon les astrophysiciens Magain et Rémy, « les deux témoignages contiennent des éléments qui contredisent certains aspects de la photographie elle-même ». Selon Amanda Nuwanda, on a l'impression que le photographe se moque des « experts » à qui il remet la photo. « Car tout sent le faux dans ce cliché. Un témoin qui prend deux photos et s'empresse de jeter la deuxième, comme si cette deuxième photo pouvait révéler des traces de trucage ».
Le 26 juillet 2011, l'auteur de la photo a annoncé que tout était bien une supercherie et que l'« ovni » n'était fait que de frigolite et de spots lumineux,.